# Marek Szewczyk
Marek Jan Szewczyk (ur. 10 stycznia 1954) – polski prawnik, radca prawny, profesor nauk prawnych, specjalizuje się w prawie administracyjnym, nauczyciel akademicki Uniwersytetu im. Adama Mickiewicza w Poznaniu.

## Życiorys
W latach 1974–1978 odbył studia administracyjne na Wydziale Prawa i Administracji Uniwersytetu im. Adama Mickiewicza w Poznaniu, a w latach 1976–1981 studia prawnicze. W latach 1978–1986 pracował na macierzystym wydziale na stanowisku asystenta. Tam też w 1985 uzyskał stopień naukowy doktora nauk prawnych. Habilitował się w 1996 na WPiA UAM na podstawie oceny dorobku naukowego i rozprawy pt. Nadzór w materialnym prawie administracyjnym. Administracja wobec wolności i innych praw podmiotowych jednostki.  
W 1997 roku został zatrudniony na stanowisku profesora nadzwyczajnego. Tytuł naukowy profesora nauk prawnych został mu nadany 27 marca 2014 roku. Pracuje jako profesor zwyczajny w Katedrze Prawa Administracyjnego i Nauk o Administracji na Wydziale Prawa i Administracji UAM. Był dyrektorem Instytutu Administracji i Turystyki Wydziału Zamiejscowego Uniwersytetu Zielonogórskiego w Sulechowie, gdzie pracuje na stanowisku profesora nadzwyczajnego. 
Od października 2012 do stycznia 2016 był członkiem powołanej przez Radę Ministrów Komisji Kodyfikacyjnej Prawa Budowlanego. W latach 2012–2016 był stałym ekspertem powołanego przez prezesa Naczelnego Sądu Administracyjnego zespołu do spraw przygotowania koncepcji nowelizacji kodeksu postępowania administracyjnego. 
Jest członkiem honorowym Wielkopolskiego Ośrodka Kształcenia i Studiów Samorządowych, członkiem Poznańskiego Towarzystwa Przyjaciół Nauk oraz Stowarzyszenia Edukacji Administracji Publicznej. Zasiada w Radzie Naukowej czasopisma „Casus".
Odznaczony odznaką honorową za zasługi dla Województwa Wielkopolskiego (2005), prezydenckim Medalem Za Długoletnią Służbę (2013) oraz Srebrnym Krzyżem Zasługi (2014).

## Wybrane publikacje
- Pozycja prawna delegatur Najwyższej Izby Kontroli, wyd. 1990, ISBN 83-232-0131-5
- Stanowienie przepisów gminnych, wyd. 1991
- Nadzór w materialnym prawie administracyjnym. Administracja wobec wolności i innych praw podmiotowych jednostki, wyd. 1995, ISBN 83-232-0725-9
- Wzorcowy statut gminy z objaśnieniami. Regulaminy: rady gminy, komisji rewizyjnej, klubów radnych, zarządu (wraz z J. Mańczakiem i Z. Sypniewskim), wyd. 1996, ISBN 83-86262-68-0
- Podstawowe instytucje planowania przestrzennego i prawa budowlanego (wraz z Z. Leońskim), wyd. 1997, ISBN 83-86808-49-7
- Zasady prawa budowlanego i zagospodarowania przestrzennego (wraz z Z. Leońskim), wyd. 2002, ISBN 83-86605-98-7
- Prawo zagospodarowania przestrzeni (wraz z Z. Leońskim i M. Krusiem), wyd. 2012, ISBN 978-83-264-3814-1
- Prawne uwarunkowania rozwoju sektora energetycznego w Polsce (współredaktor wraz z K. Ziemskim i J. Bujnym), wyd. 2014, ISBN 978-83-232-2704-5
- Generalny akt administracyjny. Między indywidualnym aktem administracyjnym a aktem normatywnym (wraz z Ewą Szewczyk), wyd. 2014, ISBN 978-83-264-3216-3
- ponadto rozdziały w pracach zbiorowych i artykuły publikowane w czasopismach prawniczych, m.in. w "Samorządzie Terytorialnym" oraz "Państwie i Prawie"[4]